# Phyllostylon orthopterum
Espèce
Synonymes
- Phyllostylon brasiliensis Capan. ex Benth. & Hook.f.[2]
- Phyllostylon orthopterum Hallier f.[2]
- Samaroceltis rhamnoides J.Poiss.[2]

Statut de conservation UICN

 VU B1+2ac : Vulnérable
Phyllostylon orthopterum est une espèce de plantes à fleurs de la famille des Ulmaceae endémique de Bolivie et qui est menacée par la disparition de son habitat.

## Publication originale
- Mededeelingen van's Rijks-Herbarium 27: 70. 1915.